# 薩克森的瑪麗亞·阿瑪莉埃 (1757年—1831年)
薩克森的瑪麗亞·阿瑪莉埃（德語：Maria Amalie von Sachsen，1757年9月26日—1831年4月20日），茨魏布呂肯公爵夫人，薩克森國王腓特烈·奧古斯特一世與安東的妹妹。
1774年，瑪麗亞·阿瑪莉埃與茨魏布呂肯的卡爾·奧古斯特結婚，兩人沒有子女。